# Alebacken
Alebacken är en skidanläggning belägen i Alafors i Ale kommun ca 2,5 mil norr om Göteborg (vid E45).
Anläggningen har tre nedfarter som servas av två släpliftar och en barnlift. Samtliga nedfarter är utrustade med snökanoner samt belysning. 2014 blev Alebacken utnämnd till Årets skidambassadör av SLAO (Svenska liftanläggningars organisation).
Backen anlades och togs i bruk 1969.
Från början kallades den Ledetbacken som låg intill Ledetskolan som senare ändrade namn till Himlaskolan och backen blev Himlabacken, och en replift tog besökarna till toppen.
I mitten på 80-talet byttes repliften ut mot en ankarlift. Under 90-talet byggdes ytterligare en backe, och liften byggdes om till knapplift för att underlätta för alla barn som besökte backen.
2006 var det premiär för downhillcykling i backen under sommarperioden. Året efter kördes en deltävling i svenska cupen i downhill.
I augusti 2007 bildades Alebacken SK, vilken är den ideella förening som idag driver anläggningen. I samband med föreningens bildande beslutades att anläggningen skulle byta namn till Alebacken.
Under 2009 fick backarna 10 meter större fallhöjd genom att stenmassor från motorvägsbygget för E45 påfördes på toppen. Backarna blev 100 meter längre och längsta nedfart blev 450 m lång, och två nya liftar byggdes.
År 2012 öppnades en ny servering, och det installerades ett helautomatiskt snötillverkningssystem. Dessutom byggdes en barnbacke med barnlift och en pulkabacke.
Till vintern 2014-2015 byggdes större barnområde och ny pistmaskin köptes in.
Alebacken var 2015 och 2016 arena för Sveriges största snowboardtävling Ale Invite, där värdens bästa snowboardåkare gjorde upp. År 2015 kom 9000 åskådare till tävlingen . År 2016 kom 14 000 åskådare till  Ale Invite, och SVT sände live. År 2017 blev tävlingen inställd, och den har senare inte återupptagits.